# Barcatge
El barcatge conegut com "lo dret de barca" era un impost de l'edat mitjana que gravava cada barca o embarcació que navegava per un riu, en creuar el territori d'un determinat senyor.
Era semblant al dret portatge o al dret de pontatge, però en casos diferents.
En un moment donat també va ser allò que cobrava un senyor o el rei pel lloguer d'una embarcació de la seva propietat.